# تاإيشي تاجوشي
تاإيشي تاجوشي (باليابانية: 田口 泰士) (مواليد 16 مارس 1991) هو لاعب كرة قدم ياباني يلعب حاليا لصالح ناغويا غرامبوس في الدوري الياباني الممتاز. يلعب مع منتخب اليابان لكرة القدم منذ عام 2014.

## وصلات خارجية
- تاإيشي تاجوشي على موقع رابطة كرة القدم اليابانية للمحترفين (اليابانية)
- تاإيشي تاجوشي على موقع قاعدة بيانات كرة القدم.إي يو (الإنجليزية)
- تاإيشي تاجوشي على موقع ناشيونال فوتبول تيمز (الإنجليزية)
- تاإيشي تاجوشي على موقع Soccerway.com (الإنجليزية)
- تاإيشي تاجوشي على موقع عالم كرة القدم.نت (الإنجليزية)

- National Football Teams
- Japan National Football Team Database